# Filósofo (José de Ribera)
Filósofo es una obra de José de Ribera y Cucó el Españoleto (pintor valenciano, asentado en Nápoles), fechada entre 1630 y 1635. Consta de la representación individual de media figura de un hombre maduro con manuscritos en mano, como herencia del Humanismo italiano de fines del siglo XV. En palabras de Ángel Requena Fraile, esta pieza pertenece a una de las mejores colecciones de pinturas sobre matemáticos de la antigüedad y fue realizada bajo el encargo del duque de Alcalá, Fernando Afán de Ribera. Se afirma que esta pieza refleja su etapa tenebrista y de un naturalismo radical, ya que es una pintura de tema profano, que se inserta en un periodo en el que trabajó un catálogo de representaciones de apóstoles, santos y profetas.
Este óleo sobre tela mide 124,5 por 94,5 centímetros.